# Sac fecal

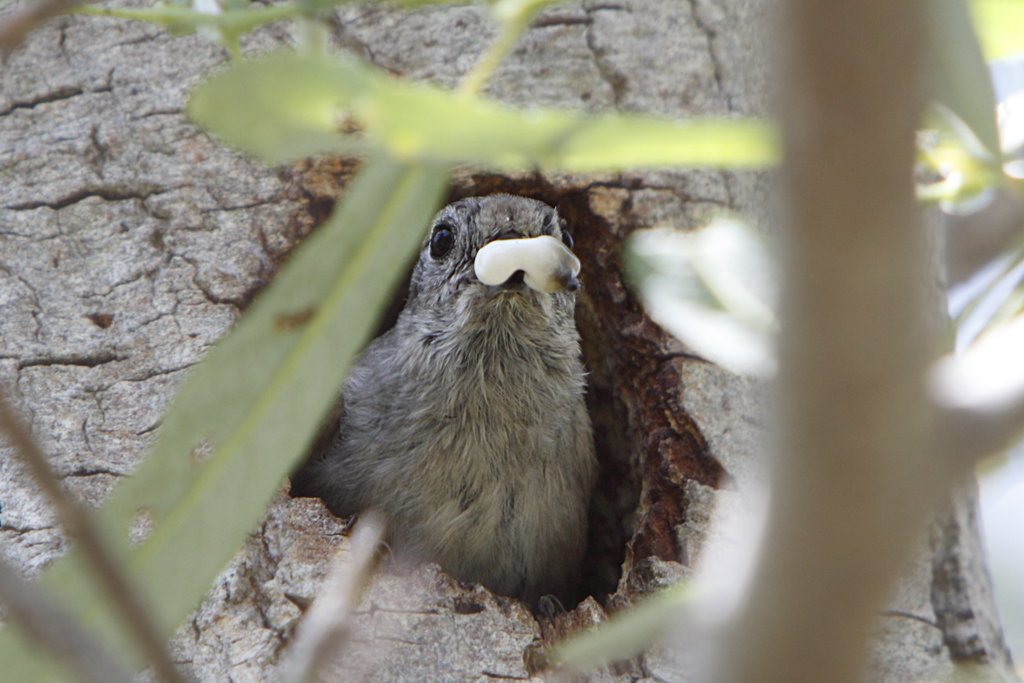
Una mallerenga emplomallada dels roures elimina un sac fecal del seu niu en un tronc.

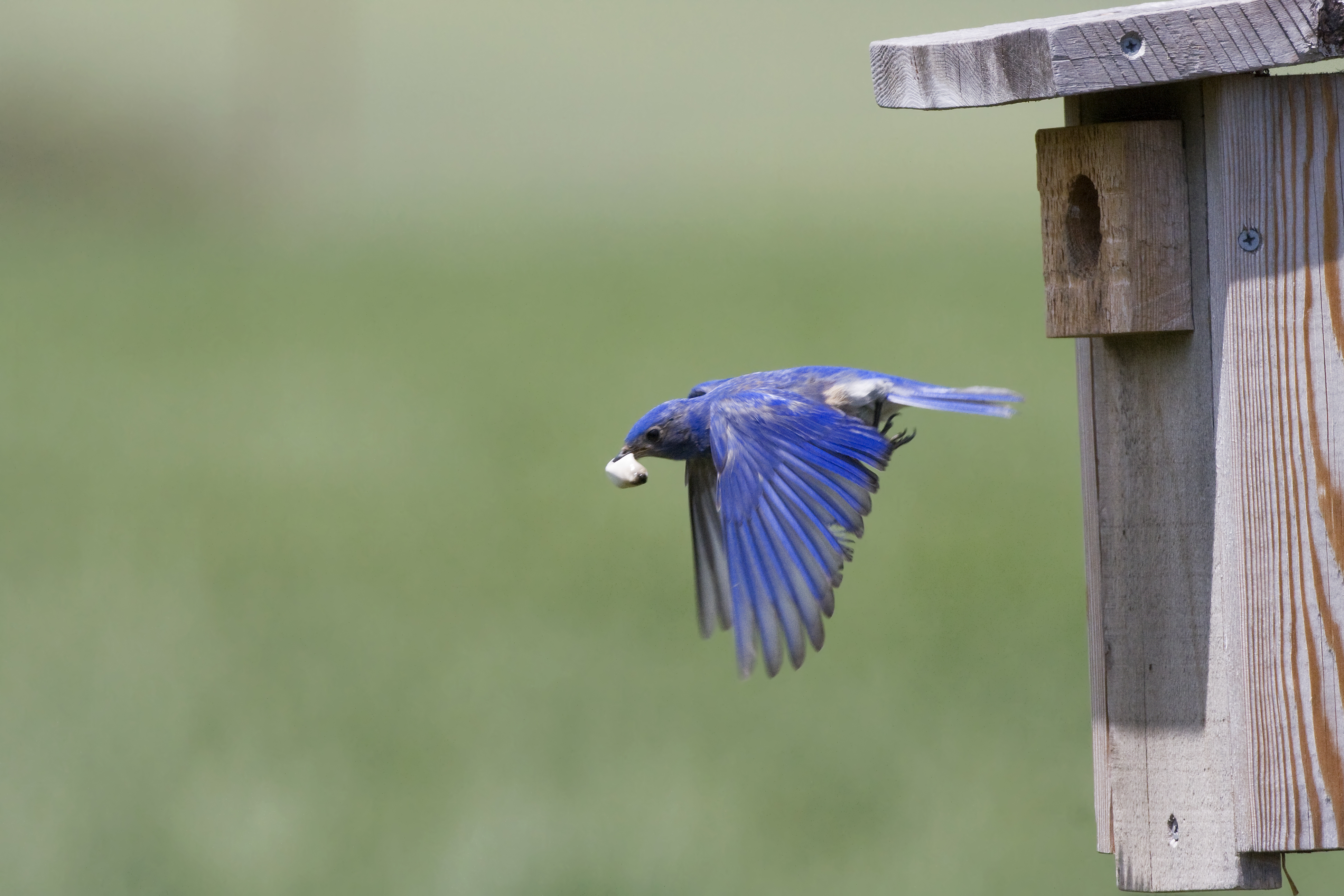
Moltes espècies, com la siàlia occidental, treuen els sacs fecals i els deixen a certa distància del niu.

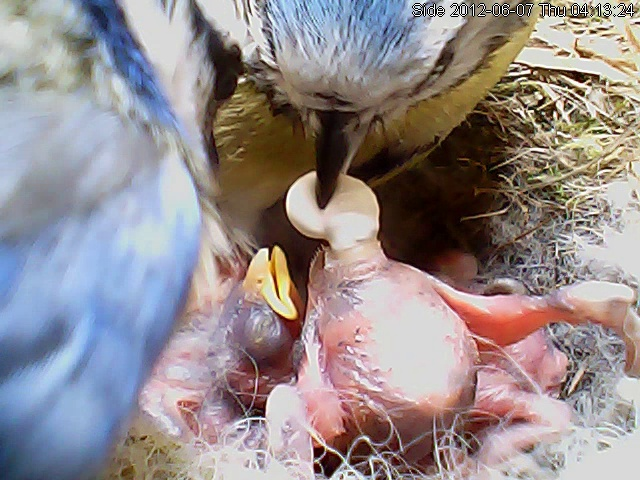
Una mallerenga blava eurasiàtica que recull el sac fecal d'un pollet (acabat d'eclosionar, encara nu i cec) per garantir la neteja del seu niu.

Un sac fecal és una membrana mucosa, generalment blanquinosa i amb un extrem fosc, que envolta les femtes d'algunes espècies d'ocells nidificants. La seva funció és la de permetre als ocells progenitors retirar més fàcilment el material fecal del niu. Els polls solen produir un sac fecal als pocs segons de ser alimentats; si no és així, un adult que l'està esperant pot estimular la cloaca del jove per provocar l'excreció. Els ocells joves d'algunes espècies adopten postures específiques o comportaments específics per indicar que estan produint sacs fecals. Per exemple, els mims becuts del desert aixequen les seves parts posteriors a l'aire, mentre que els joves cargolets dels cactus sacsegen els seus cossos. Altres espècies dipositen els sacs a la vora del niu, on és probable que els vegin (i els eliminin) els seus progenitors.
No totes les espècies generen sacs fecals. Són més freqüents en els passeriformes i els seus parents propers, que tenen cries altricials i romanen al niu durant períodes més llargs. En algunes espècies, els progenitors mengen els sacs fecals dels pollets. En altres espècies, i quan les cries són més grans, els adults normalment s'emporten els sacs i els abandonen a una certa distància del niu. Els ocells joves generalment deixen de produir sacs fecals poc abans d'aprendre a volar.
L'eliminació del material fecal ajuda a millorar la higiene dels nius, contribuint a augmentar la probabilitat que els pollets es mantinguin sans. També redueix la possibilitat que els depredadors detectin el niu. Els experiments amb nius d'estornells suggereixen que els bacteris de les femtes produeixen substàncies químiques volàtils que poden proporcionar indicis per a depredadors i ectoparàsits com ara les mosques del gènere Carnus. Hi ha proves que els ocells progenitors d'algunes espècies obtenen un benefici nutricional menjant els sacs fecals. Alguns estudis han demostrat que les femelles, que tendeixen a estar més estressades nutricionalment que les seves parelles, són molt més propenses a consumir sacs que els mascles. També s'han documentat paràsits de posta com el vaquer capbrú, que no es preocupen per la seva pròpia descendència, s'empassen els sacs fecals dels pollets de la seva espècie hoste.
Els científics poden utilitzar els sacs fecals per aprendre una sèrie de coses sobre els ocells individuals. L'examen del contingut del sac pot revelar detalls de la dieta de les cries i pot indicar a quins contaminants han estat exposades. A més, la detecció d'un ocell adult portant un sac fecal s'utilitza en els censos d'ocells com a indici de reproducció.